# Dimensions del diàleg
Dimensions del diàleg o Possibilitats de diàleg (títol original en txec: Možnosti dialogu) és un curtmetratge txec creat i dirigit per Jan Švankmajer l'any 1983. Té una durada total de 12 minuts i està realitzat amb la tècnica d'animació stop-motion; tot i així, Švankmajer canvia d'estil i de tècnica en cadascuna de les parts que conformen aquest tríptic.
Terry Gilliam va seleccionar Možnosti dialogu com una de les deu millors pel·lícules d'animació de tots els temps. Va guanyar el Gran Premi al Festival Internacional de Cinema d'Animació d'Annecy i l'Os d'Or al millor curtmetratge al Festival Internacional de Cinema de Berlín.

## Argument
L'animació està dividida en tres seccions. "Conversa eterna" (Dialog věčný) mostra caps semblants a Giuseppe Arcimboldo que es redueixen gradualment els uns als altres a còpies insípides; "Discurs apassionat" (Dialog vášnivý) mostra un home i una dona d'argila que es dissolen sexualment, després es barallen i es redueixen a una polpa frenètica i bullint; i "Discussion exhaustiva" (Diàleg vyčerpávající) consisteix en dos caps d'argila d'edat avançada que extrueixen diversos objectes a la seva llengua (raspall de dents i pasta de dents; sabates i cordons, etc.) i els entrellacen en diverses combinacions.